# Lihengia
 Lihengia  Y. S. Chen & R. Ke, 2021 è un genere di piante angiosperme dicotiledoni della famiglia delle Asteraceae.

## Etimologia
Il nome del genere (Lihengia) è stato dato in onore del botanico cinese Li Heng (1929-). Il nome scientifico del genere è stato definito per la prima volta dai botanici Y. S. Chen e R. Ken ella pubblicazione " Taxon" ( Taxon 70: 630) del XXX .

## Descrizione
Habitus. Queste piante sono caratterizzate da specie con cicli biologici perenni e portamenti acaulescenti con habitat in prevalenza montani. Le superfici di queste piante sono irsute o glabre. La radice è un fittone. Negli organi interni sono presenti dei canali laticiferi. Altezza delle piante: 7 – 10 cm.
Foglie.  Le foglie sono tutte basali e rosulate. La lamina è pennatifida o intera a contorno da strettamente ellittico a oblanceolato. I margini sono sinuato-dentati. Dimensione delle foglie: larghezza 0,5 – 3 cm; lunghezza 3 – 10 cm.
Infiorescenza. Le infiorescenze sono composte da 1 - 7 capolini solitari, nudi o bratteati. I capolini, solamente di tipo radiato (ligulifloro), sono formati da un involucro strettamente cilindro-campanulato composto da brattee (o squame) all'interno delle quali un ricettacolo fa da base ai fiori ligulati. Le brattee, con forme da deltoidi a lanceolate, glabre o ghiandolari, sono diverse e disposte su due serie regolarmente spiralate e embricate. Il ricettacolo è nudo (senza pagliette).
Fiori. I fiori (10 - 16 per capolino) sono tetra-ciclici (ossia sono presenti 4 verticilli: calice – corolla – androceo – gineceo) e pentameri (ogni verticillo ha in genere 5 elementi). I fiori sono inoltre ermafroditi e zigomorfi.
- Formula fiorale:

*/x K {\displaystyle \infty }, [C (5), A (5)], G 2 (infero), achenio
- Calice: i sepali del calice sono ridotti ad una coroncina di squame.
- Corolla: le corolle sono formate da una ligula terminante con 5 denti; il colore è blu; la superficie può essere sia pubescente che glabra.
- Androceo: gli stami sono 5 con filamenti liberi e distinti, mentre le antere sono saldate in un manicotto (o tubo) circondante lo stilo.[10] Le antere sono caudate e alla base sono acute. Il polline è tricolporato.[11]
- Gineceo: lo stilo è filiforme. Gli stigmi dello stilo sono due divergenti e ricurvi con la superficie stigmatica posizionata internamente (vicino alla base).[12] L'ovario è infero uniloculare formato da 2 carpelli.

Frutti. I frutti sono degli acheni con pappo. L'achenio è un cilindro debolmente compresso con alcune coste (3 - 5) poco appariscenti. L'apice è troncato; il colore è marrone scuro. Il carpoforo è a forma d'imbuto. Il pappo, marrone, è formato da poche setole scabre. Dimensione dell'achenio: 4,5 - 6,5 cm. Dimensione del pappo: 1 - 1,2 cm.

## Biologia
- Impollinazione: l'impollinazione avviene tramite insetti (impollinazione entomogama tramite farfalle diurne e notturne).
- Riproduzione: la fecondazione avviene fondamentalmente tramite l'impollinazione dei fiori (vedi sopra).
- Dispersione: i semi (gli acheni) cadendo a terra sono successivamente dispersi soprattutto da insetti tipo formiche (disseminazione mirmecoria). In questo tipo di piante avviene anche un altro tipo di dispersione: zoocoria. Infatti gli uncini delle brattee dell'involucro si agganciano ai peli degli animali di passaggio disperdendo così anche su lunghe distanze i semi della pianta.

## Distribuzione e habitat
Le due specie di questo genere sono limitate ai prati alpini nella regione tra l'Himalaya orientale e i monti Hengduan.

## Tassonomia
La famiglia di appartenenza di questa voce (Asteraceae o Compositae, nomen conservandum) probabilmente originaria del Sud America, è la più numerosa del mondo vegetale, comprende oltre 23.000 specie distribuite su 1.535 generi, oppure 22.750 specie e 1.530 generi secondo altre fonti (una delle checklist più aggiornata elenca fino a 1.679 generi). La famiglia attualmente (2021) è divisa in 16 sottofamiglie.

### Filogenesi
Il genere di questa voce appartiene alla sottotribù Lactucinae della tribù Cichorieae (unica tribù della sottofamiglia Cichorioideae). In base ai dati filogenetici la sottofamiglia Cichorioideae è il terz'ultimo gruppo che si è separato dal nucleo delle Asteraceae (gli ultimi due sono Corymbioideae e Asteroideae). La sottotribù Lactucinae fa parte del "quarto" clade della tribù; in questo clade è in posizione "basale" vicina alla sottotribù Hyoseridinae.
I caratteri più distintivi per questa sottotribù (e quindi per i suoi generi) sono:
- gli acheni spesso sono compressi con una quindicina di costolature;
- alla base gli acheni sono inseriti in un piccolo e liscio anello (carpoforo);
- il pappo ha una struttura omogenea;
- l'origine delle specie è prevalentemente del Vecchio Mondo (Mediterraneo e Himalaya).

La struttura filogenetica della sottotribù è ancora in fase di studio e completamento. Provvisoriamente è stata suddivisa in 10 lignaggi. Il genere di questa voce è risultato appartenente alle Lactucinae in base ad analisi filogenetiche e rappresenta il gruppo più basale della sottotribù (e più vicino alla sottotribù Crepidinae). In precedenza le due specie del genere Lihengia erano collocate nel genere Dubyaea DC. della sottotribù Crepidinae. Il numero cromosomico di 2n = 18, non presente nelle Crepidinae, ma comune nelle Lactucinae, ha ulteriormente corroborato questa nuova collocazione.
I caratteri distintivi per le specie di questo genere sono:
- il portamento è acaulescente con habitat in prevalenza montani;
- le foglie sono tutte basali e rosulate;
- l'apice dell'achenio è troncato.

Il numero cromosomico della specie è: 2n = 18 (diploide).

### Elenco delle specie
Questo genere ha 2 specie:
- Lihengia amoena  (Hand.-Mazz.) Y. S. Chen & R. Ke, 2021
- Lihengia gombalana  (Hand.-Mazz.) Y. S. Chen & R. Ke, 2021

### Sinonimi
Sono elencati alcuni sinonimi per questa entità:
- Lactuca sect. Amoenae Hand.-Mazz., 1924
- Dubyaea sect. Amoenae (Hand.-Mazz.) Stebbins, 1940